# Juan Ramón Godoy
Juan Ramón Godoy Muñoz (n. 20 de noviembre de 1977) es un profesor y político chileno. Se desempeñó como Intendente de la Región de O'Higgins entre 2015 y 2016 y como consejero regional de O'Higgins entre 2018 y 2019. Entre 2021 y 2024 se desempeñó como alcalde de Rancagua. En abril de 2024 fue formalizado y puesto en prisión preventiva en el marco de una investigación judicial en desarrollo por diversos delitos de corrupción.

## Biografía
Es profesor de Historia y Geografía y Magíster en Dirección y Liderazgo para la Gestión Educacional. Es casado y tiene dos hijas. Ha sido Supervisor Técnico Pedagógico y Coordinador Provincial de Educación de Adultos, en la Dirección Provincial de Educación de Cachapoal. También fue jefe de gabinete de la Secretaría Regional Ministerial de Educación y asesor legislativo en el Congreso Nacional. Fue elegido concejal de Rancagua para los períodos 2008-2012 y 2012-2016. En 2014 fue nombrado director regional de la Superintendencia de Educación en O'Higgins.
El 14 de julio de 2015 asumió como intendente de la región de O'Higgins, nombrado por la presidenta Michelle Bachelet. Ejerció dicho cargo hasta el 4 de marzo de 2016, tras una serie de controversias políticas que provocaron que la presidenta Bachelet le pidiera la renuncia.
En 2017 fue elegido consejero regional de O'Higgins, para el período 2018-2022, cargo que ejerció hasta octubre de 2019 para ser candidato a las elecciones municipales planeadas para el año siguiente. En 2021 fue elegido alcalde de Rancagua. Su período alcaldicio fue interrumpido debido a su formalización por varios delitos de corrupción, siendo puesto en prisión preventiva en abril de 2024, tras lo cual el concejo municipal de Rancagua eligió a Emerson Avendaño como alcalde en suplencia de Godoy. No obstante, de iure Godoy sigue siendo el alcalde titular de la comuna. El 11 de junio de 2024, el Tribunal Electoral Regional de O'Higgins declaró su cesación del cargo de alcalde, desde que esta sentencia quede ejecutoriada, y su inhabilitación para ejercer cualquier cargo público por cinco años. El Tribunal Calificador de Elecciones confirmó la sentencia el 9 de julio, y el Tribunal Electoral de Rancagua emitió el cúmplase nueve días más tarde.

## Controversias

### Investigación en curso por corrupción
A fines de 2022, un informe de la Contraloría General de la República de Chile encontró irregularidades en la gestión de la Corporación Municipal de Rancagua, específicamente en la adquisición de bienes y servicios con sobreprecio en dos proyectos de mejoramiento en establecimientos educacionales (uno de baños y camarines y otro de pinturas), así como el pago de horas extraordinarias y el control de éstas. Dicho documento, además de señalar que estas observaciones deben ser corregidas, dispuso que los antecedentes sean conocidos por el Consejo de Defensa del Estado y la Fiscalía.
Al mes siguiente, cuatro concejales acusaron al alcalde de Rancagua ante el Tribunal Electoral Regional de O'Higgins por notable abandono de deberes. En concreto, Juan Ramón Godoy habría realizado diversas compras, vía trato directo, por $316 millones a la empresa del hermano de uno de sus asesores, además de la realización de la compra de un inmueble pese a que se encontraba con orden de embargo, y la adjudicación de un polémico contrato para pintar decenas de colegios. Si bien el TER no acogió la solicitud de los concejales de suspender del cargo a Godoy mientras se tramitaba el juicio, también rechazó los recursos del alcalde y, por tanto, el proceso siguió su curso. Al mismo tiempo, el Partido Socialista suspendió la militancia de Godoy debido a que estaba siendo investigado por irregularidades en su gestión.
En marzo de 2023, la Fiscalía de Alta Complejidad de O’Higgins ordenó el allanamiento de la casa de Juan Ramón Godoy y de la municipalidad de Rancagua, en el marco de una investigación por posibles delitos de corrupción, en particular fraude al fisco y negociación incompatible. Allí, la PDI encontró dinero en efectivo: $1,5 millones en su oficina y $6 millones en su domicilio particular.
En abril de 2024, Godoy fue formalizado por los delitos de fraude al fisco, malversación de fondos públicos, cohecho, soborno y lavado de activos, relacionados con transacciones millonarias en presuntas licitaciones y tratos directos irregulares con empresarios locales, cometidos entre julio del 2021 y el año 2023. Tras su audiencia de formalización, quedó en prisión preventiva, junto a otros cuatro empresarios involucrados en los hechos de corrupción.
Asimismo, el Servicio de Impuestos Internos presentó una querella en contra de Godoy y otros dos imputados, por diversos delitos tributarios.

## Historial electoral

### Elecciones municipales
- Elecciones municipales de 2021, para la alcaldía de Rancagua.